# Bodenwöhr
Bodenwöhr è un comune tedesco di 3 998 abitanti, situato nel land della Baviera.